# Jehanne d'Alcy
Charlotte Lucie Marie Adèle Stéphanie Adrienne Faës (Vaujours, 20 de marzo de 1865-Versalles, 14 de octubre de 1956), más conocida como Jehanne d'Alcy, fue una actriz francesa y una de las principales colaboradoras del director Georges Méliès.

## Biografía

### Carrera
D’Alcy había alcanzado el éxito en producciones teatrales en 1896, pero dejó el escenario para dedicarse al cine, convirtiéndose en una de las primeras intérpretes en hacerlo.

### Vida personal
Estuvo casada con Georges Méliès desde 1926 hasta la muerte del director en 1938.

### Fallecimiento
Jehanne d’Alcy falleció en Versalles el 14 de octubre de 1956, a los 91 años. Su tumba está en el cementerio del Père-Lachaise.

## Legado
Fue interpretada por la actriz Helen McCrory en la película Hugo, de Martin Scorsese, en 2011. Fue interpretada por la actriz Lucie Boujenah en la película Edmond de Alexis Michalik.

## Filmografía

### Cine
- 1896 - Le Manoir du diable
- 1896 - Desaparición de una dama en el teatro Robert-Houdin, como una mujer
- 1897 - Faust et Marguerite
- 1897 - Después del baile, como dama
- 1898 - Pygmalion et Galathée
- 1899 - La Colonne de feu, como Ayesha
- 1899 - Cendrillon, Fée marraine
- 1899 - Cléopâtre, como Cleopatra
- 1900 - Juana de Arco, como Juana de Arco
- 1900 - Nouvelles luttes extravagantes
- 1901 - Barbe-bleue, como la esposa de Barbazul
- 1902 - Viaje a la Luna
- 1903 - L’Enchanteur Alcofrisbas
- 1952 - Le Grand Méliès, como ella misma